# カラー・オブ・スプリング
『カラー・オブ・スプリング』（The Colour of Spring）は、イギリスの音楽グループ、トーク・トークのサード・アルバム。1986年発売。

## 概要
それまでのシンセサイザー中心のシンセポップから方向転換し、ピアノやオルガン、サックスなどの生楽器を取り入れたオーガニックなサウンドを展開した。
商業的にはチャート1位を獲得したオランダをはじめ、欧州各国でチャートインを果たした。それまでセールス面で苦戦していた本国イギリスにおいてもバンド最高の8位を記録し、21週チャートインを記録した。
ピッチフォーク・メディアは1980年代のベスト・アルバム・リストの83位に本作を選出。スラント・マガジンは同リストの96位に本作を選出。

## 収録曲
1. ハッピネス・イズ・イージー - "Happiness Is Easy" - 6:30
2. アイ・ドント・ビリーヴ・イン・ユー - "I Don't Believe in You" - 5:02
3. 愛する人へ - "Life's What You Make It" - 4:28
4. 4月5日 (春の息吹き) - "April 5th" - 5:51
5. アナザー・ワールド - "Living in Another World" - 6:58
6. ギヴ・イット・アップ - "Give It Up" - 5:17
7. カメレオン・デイ - "Chameleon Day" - 3:20
8. タイム・イッツ・タイム - "Time It's Time" - 8:14

## 参加ミュージシャン
- マーク・ホリス - ボーカル、オルガン、ギター、ピアノ、鍵盤ハーモニカ、メロトロン、ヴァリオフォン
- ポール・ウェッブ - ベースギター、コーラス
- リー・ハリス - ドラムス、パーカッション

### その他ミュージシャン
- ティム・フリーズ・グリーン - ピアノ、メロトロン、ヴァリオフォン、シンセサイザー
- イアン・カーノウ - キーボード
- マーティン・ディッチャム - パーカッション
- マーク・フェルサム - ハーモニカ
- アラン・ゴリー - ベース
- ロビー・マッキントッシュ - ギター
- モーリス・パート - パーカッション
- フィル・レイス - パーカッション
- デヴィッド・ローズ - ギター
- デヴィッド・ローチ - サックス
- ゲイナー・サドラー - ハープ
- ダニー・トンプソン - コントラバス
- スティーヴ・ウィンウッド - オルガン